# Capiz

Capiz

Capiz – prowincja na Filipinach, położona w środkowo-wschodniej części wyspy Panay w regionie Western Visayas.
Od północy granicę wyznacza Morze Sibuyan i prowincja Aklan. Od południa graniczy z prowincją Iloilo. Od zachodu graniczy z prowincją Antique. Powierzchnia: 2594,64 km². Liczba ludności: 701 664 mieszkańców (2007). Gęstość zaludnienia wynosi 270,4 mieszk./km². Stolicą prowincji jest Roxas.